# Hillsdale (New Jersey)
Hillsdale est une ville Américaine située dans le comté de Bergen, dans le New Jersey, aux États-Unis. La population s'élevait à 10 219 habitants en 2010, d'après le United States Census.

## Géographie
La ville a une taille totale de 7,659 km2, comprenant 7,639 km2 de terres et 0,020 km2 de surface d'eau (0.26%).
Elle se situe à proximité des villes de Ho-Ho-Kus, Park Ridge, River Vale, Saddle River, Washington Township, Westwood, et de Woodcliff Lake.